# Biarritz
Biarritz (în bască Biarritz / Miarritze, în occitană Biàrritz) este o comună franceză, situată în departamentul Pyrénées-Atlantiques, în regiunea Nouvelle-Aquitaine, în sud-vestul Franței. Mărginită de Oceanul Atlantic, orașul are o fațadă maritimă lungă de 4 kilometri, în adâncitura golfului Biscaya, la mai puțin de 25 de kilometri de granița cu Spania.
Localitatea a rezultat din unirea a două centre vechi: unul axat pe agricultură și celălalt orientat către activități maritime. Inițial un port de pescuit la balene, localitatea a cunoscut o transformare economică în secolul al XIX-lea odată cu apariția stațiunilor balneare. Napoleon al III-lea și împărăteasa Eugenie au transformat-o într-un loc de vilegiatură, construind o reședință și un parc, alături de o nouă zonă urbană. Datorită lor, membrii aristocrației și înalta societate europeană au început să frecventeze această stațiune balneară. Această activitate a rămas intensă pe parcursul secolului al XIX-lea și începutul secolului al XX-lea, până la criza economică din 1929. Și astăzi, economia localității este axată pe sectorul terțiar, având ca activități predominante hotelurile de lux, serviciile de îngrijire personală și activitățile recreative marine.
Biarritz este astăzi o comună cu peste 25.000 de locuitori, a cărei populație, caracterizată de o proporție ridicată de persoane în vârstă, a scăzut după ce a depășit pragul de 30.000 de locuitori în 1999, ca urmare a regresiei soldului migrator.
Istoria stațiunii este marcată și de personalități sportive remarcabile care au avut un impact durabil asupra imaginii localității, precum Jean Borotra, omul de știință și surferul Joël de Rosnay, primul campion al Franței la această disciplină, sau Serge Blanco, supranumit „Pelé al rugby-ului”.
Climatul blând al stațiunii, spectacolul oceanului și al valurilor sale puternice, precum și eclectismul arhitecturii au inspirat numeroși scriitori și cronicari.

## Geografie

### Localizare
Biarritz este situat în sud-vestul teritoriului francez, la mai puțin de 25 km de granița dintre Spania și Franța, de-a lungul coastei basce, în adâncitura golfului Biscaya.
Comuna face parte din provincia bască Labourd și este membră a zonei metropolitane a Bayonne.
Din punct de vedere lingvistic, se află în extremitatea sudică a zonei de influență a limbii gascone (parlar negre) și, implicit, a regiunii Gascogne.
Capul Saint-Martin, dominat de farul din Biarritz, marchează granița dintre coasta nisipoasă din nord, care începe la extremitatea estuarului Gironde și se termină la Anglet, și coasta abruptă cu faleze din Țara Bascilor, în sud. Biarritz este construit pe o serie de coline de-a lungul coastei. Orașul are deschidere directă către aproape 4 km de golfuri și plaje cu nisip fin, precum Grande Plage, Côte des Basques sau Port-Vieux.

### Comune limitrofe
| Golful Biscaya |         | Anglet    |
|                |         |           |
| Bidart         | Arbonne | Arcangues |

### Geologie și relief
Biarritz este situat pe un sit geologic deosebit. La nord, coasta landeză se încheie la Anglet, după aproape 200 km de țărmuri rectilinii și joase, formate din nisip ce formează dune și oferă o plajă aproape continuă, de la Pointe de Grave. Totuși, începând de la Biarritz, coasta bască devine mult mai fragmentată, cu faleze și stânci pe un substrat variat. Pe 4 km de coastă, se succed trei niveluri sedimentare.
De la Chambre d'Amour până la Plage Miramar, se găsesc faleze abrupte de calcare marnoase și gresii cenușii, ale căror straturi formează o ușoară cuvetă numită sinclinal. Aceste faleze, numite "în trepte", s-au format în timpul apariției Pirineilor, acum 25 de milioane de ani.
De la Hôtel du Palais până la Villa Belza, coasta este fragmentată, cu numeroase insule stâncoase. Aceste faleze sunt alcătuite din straturi de calcare gresoase, galben-ocre, în mod clar înclinate. Ele s-au format acum 34 de milioane de ani, în Oligocenul inferior, și conțin numeroase fosile de Nummulitidae (mici foraminifere).
De la nord la sud, fațada maritimă a orașului Biarritz începe de la Pointe Saint-Martin, urmată de o mare ansă în care se succed plajele numite Miramar și Grande Plage, înainte de a ajunge la port. Stânca Fecioarei (Rocher de la Vierge) este un promontoriu de la care se întind plajele Port-Vieux, Côte des Basques, Marbella și, în final, Milady.
Suprafața comunei este de 1.166 hectare; altitudinea sa variază între 0 și 85 de metri.

### Hidrografie

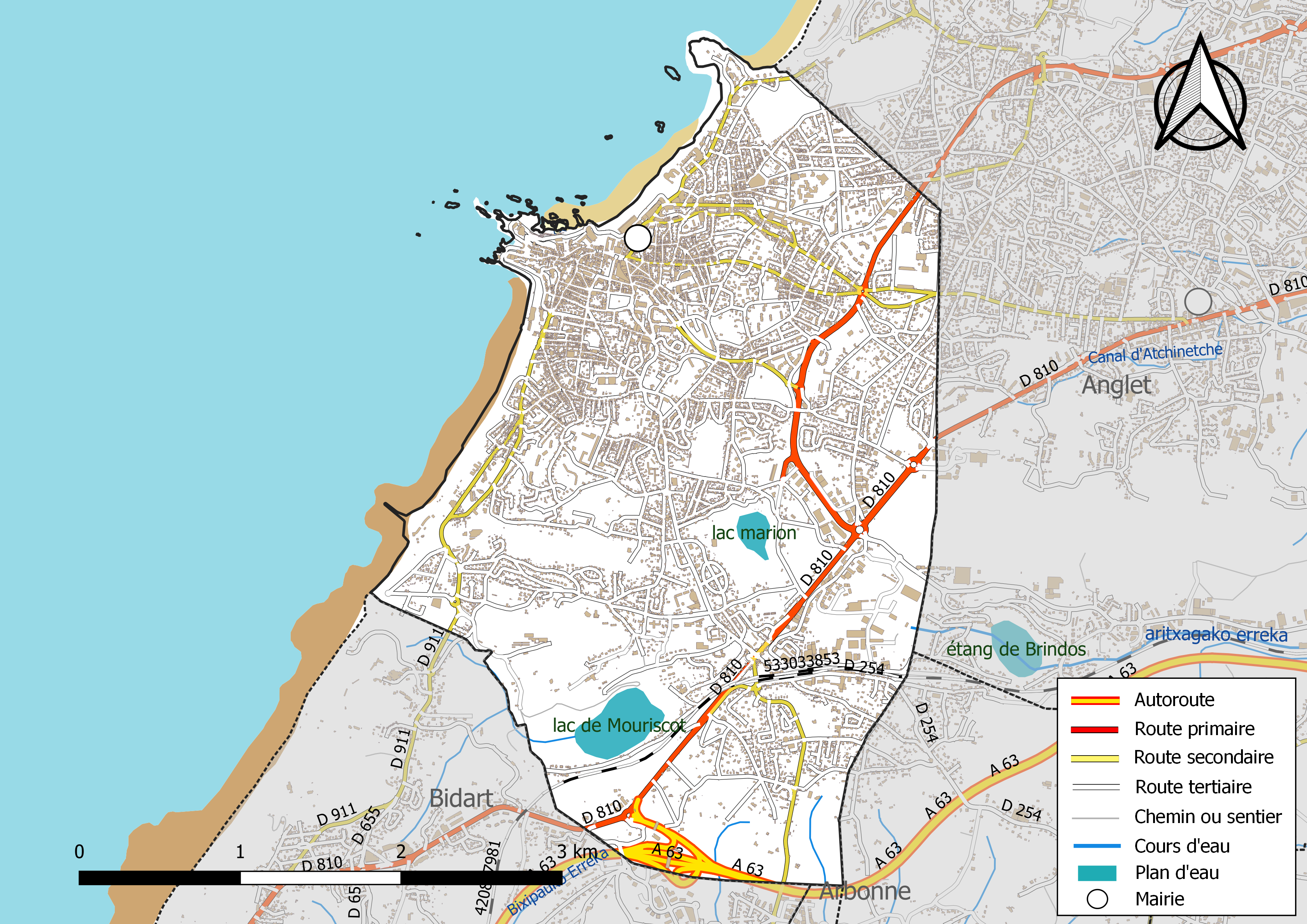
Rețelele hidrografice și rutiere din Biarritz.

Pârâul Aritxague, se varsă în fluviul Adour la Bayonne, după ce traversează Anglet. Această situație este relativ recentă. Înainte de dezvoltarea orașului și de devierea pârâurilor, satul se prezenta ca un spațiu nisipos, ondulat, format din terenuri acoperite cu gorunete (bastes), mlaștini (barthes), izvoare (honts) și pârâuri (arrius). La nord curgeau pârâurile Barthe și Sabaoü, iar la sud, cele de la Barchalot și Chardinerou. Aceste pârâuri alimentau lacul Chabiague, situat între plajele Marbella și Milady, locul unde astăzi se află o stație de epurare.
Două lacuri, separate de aproximativ 700 de metri, pot fi găsite în zonă: Lacul Marion și Lacul Mouriscot, ambele protejate de Conservatorul Litoralului. Lacul Mouriscot este alimentat de pârâul Hondarrague (sau Hondarague). Acesta se varsă în micul râu de coastă La Moulie sau Lamouligne (numit, de asemenea, Lamoulaygue sau de Lamouley), care transportă apele lacului către Oceanul Atlantic pe o distanță de aproape 1.500 de metri, până la plaja Ilbarritz din Bidart.
Lacul Mouriscot este parțial clasificat în rețeaua Natura 2000 printr-un ordin din 5 septembrie 2006 sub denumirea „sit Natura 2000 Lacul Mouriscot (zonă specială de conservare FR 7200777)”. Zona protejată acoperă, pe lângă apele dulci ale lacului însuși, care reprezintă 50% din suprafața protejată, păduri de foioase (25%), mlaștini (13%) și pajiști cu tufișuri și terenuri acoperite cu vegetație joasă (12%).

## Clima
Din punct de vedere istoric, comuna este expusă unui microclimat oceanic basc. În 2020, Météo-France a publicat o tipologie a climei din Franța metropolitană, conform căreia comuna este expusă unui climat montan și se află în regiunea climatică Pyrénées-Atlantiques, caracterizată prin precipitații abundente (>1.200 mm/an) în toate anotimpurile, ierni foarte blânde (7,5 °C în zonele de câmpie) și vânturi slabe.
Pentru perioada 1971-2000, temperatura anuală medie este de 13,9 °C, cu o amplitudine termică anuală de 12,4 °C. Cumulul anual mediu de precipitații este de 1364 mm, cu 13,5 zile de precipitații în ianuarie și 8,2 zile în iulie. Pentru perioada 1991-2020, temperatura medie anuală observată la stația meteorologică Météo-France cea mai apropiată, situată în comuna Anglet la 3 km distanță, este de 11,8 °C, iar cumulul anual mediu de precipitații este de 735,8 mm.
Parametrii climatici ai comunei au fost estimați pentru mijlocul secolului (2041-2070) conform diferitelor scenarii de emisie de gaze cu efect de seră, bazate pe noile proiecții climatice de referință DRIAS-2020. Aceștia pot fi consultați pe un site dedicat publicat de Météo-France în noiembrie 2022.

## Urbanism

### Tipologie
La 1 ianuarie 2024, Biarritz este clasificată ca un mare centru urban, conform noii grile comunale de densitate în șapte niveluri, definită de INSEE (Institutul Național de Statistică și Studii Economice) în 2022. Comuna face parte din unitatea urbană Bayonne (partea franceză), o aglomerație internațională care reunește 30 de comune, dintre care Biarritz este o comună de periferie. În plus, comuna aparține zonei metropolitane Bayonne (partea franceză), fiind una dintre comunele polului principal. Această zonă, care cuprinde 56 de comune, este clasificată în categoria zonelor cu 200.000 până la mai puțin de 700.000 de locuitori.
Comuna, mărginită de Oceanul Atlantic, este, de asemenea, o comună litorală în sensul legii din 3 ianuarie 1986, cunoscută sub numele de legea litoralului. Dispoziții urbanistice specifice se aplică aici pentru a proteja spațiile naturale, siturile, peisajele și echilibrul ecologic al litoralului, cum ar fi, de exemplu, principiul interdicției de construire în afara zonelor urbanizate pe fâșia litorală de 100 de metri sau mai mult, dacă planul local de urbanism prevede acest lucru.

### Utilizarea terenurilor
Utilizarea terenurilor în comună, conform bazei de date europene privind utilizarea biogeografică a terenurilor Corine Land Cover (CLC), este marcată de predominanța teritoriilor artificializate (87% în 2018), în creștere față de 1990 (80,1%). Repartiția detaliată în 2018 este următoarea: zone urbanizate (69,8%), spații verzi artificializate, non-agricole (10,6%), zone industriale sau comerciale și rețele de comunicații (6,6%), păduri (5,8%), zone agricole heterogene (3,4%), zone umede costiere (3,3%) și ape maritime (0,5%). Evoluția ocupării terenurilor în comună și a infrastructurilor sale poate fi observată pe diferitele reprezentări cartografice ale teritoriului: harta Cassini (secolul XVIII), harta de stat-major (1820-1866) și hărțile sau fotografiile aeriene ale IGN pentru perioada actuală (1950 până în prezent).

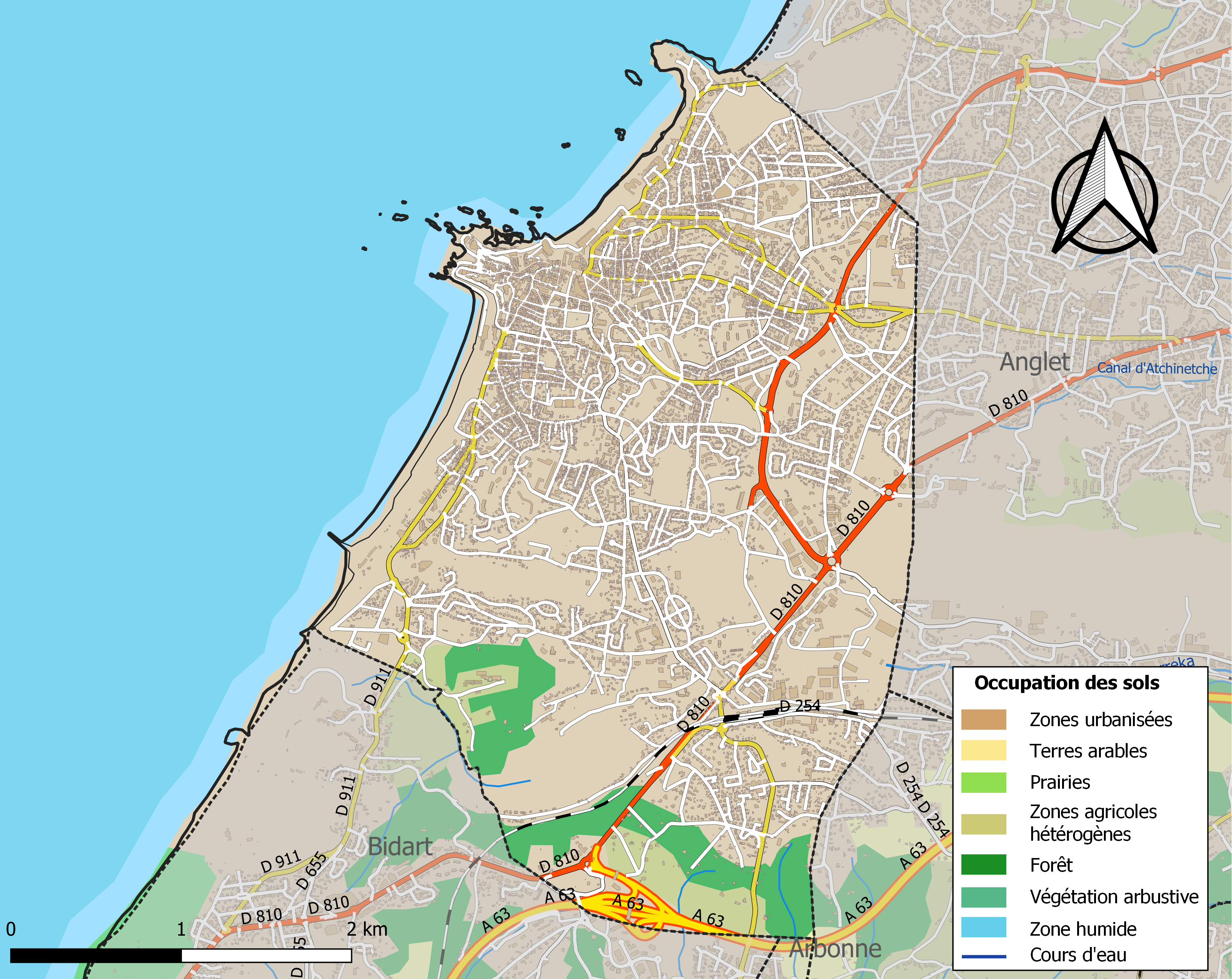
Harta infrastructurii și utilizării terenului a comunei în 2018 (CLC).

### Căi de comunicație și transport

#### Acces rutier
Biarritz este deservită de autostrada A63 (secțiunea Landes - Biriatou), la punctul de taxare La Négresse, care oferă acces, pe lângă Biarritz, către Bidart, aeroportul Biarritz-Pays Basque și Saint-Pée-sur-Nivelle.
Biarritz este traversată de drumul departamental 810, care, înainte de declasarea sa, era drumul național 10 ce lega Parisul de Hendaye.

#### Transport feroviar

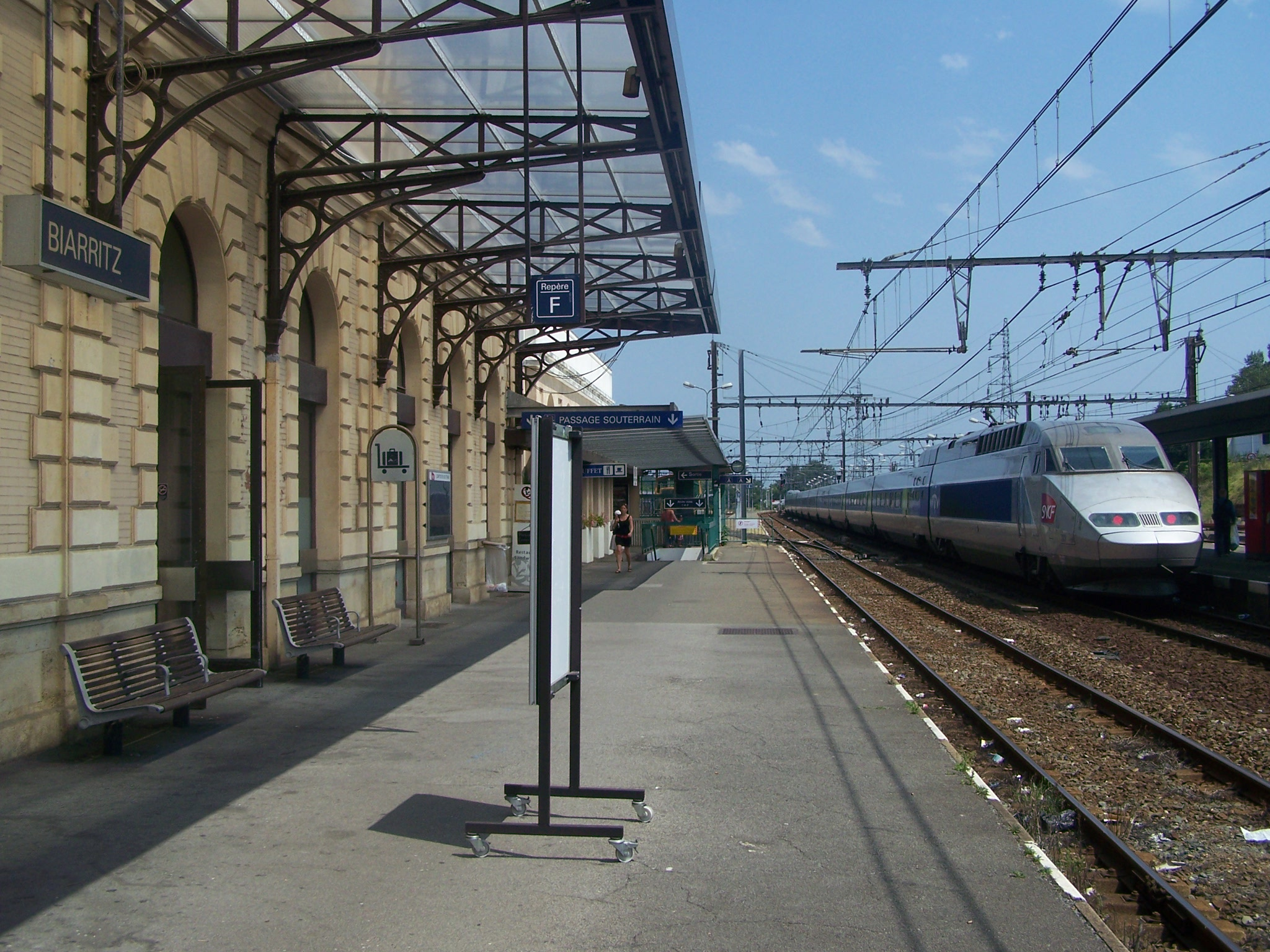
Un TGV în gara Biarritz.

Gara Biarritz, situată în cartierul La Négresse, este deservită de trenuri TGV pe ruta Paris-Hendaye sau Irun, trenuri Intercités pe ruta Toulouse-Hendaye, trenuri Intercités de noapte, precum și de TER Nouvelle-Aquitaine. În trecut, gara beneficia și de un serviciu auto-train. Gara se află pe linia Bordeaux-Saint-Jean - Irun, între gările deschise Bayonne și Guéthary.
Fosta gară Biarritz-Ville (sau Gara Midi) este închisă în prezent. Aceasta era terminusul unei ramificații de 3,5 kilometri care pornea din La Négresse pentru a ajunge în centrul orașului, traversând un tunel de 495 de metri înainte de Lacul Marion. Gara a fost închisă definitiv pe 14 septembrie 1980. Clădirea fostei gări Biarritz-Ville, cu o fațadă în stil Art Nouveau, a fost restaurată în 1991 și face acum parte dintr-un ansamblu imobiliar destinat spectacolelor și congreselor.
Între 1888 și 1948, Biarritz era conectat de Bayonne prin trei linii de tramvai cu ecartament metric: BAB (Bayonne - Anglet - Biarritz), BLB (Biarritz - Lycée de Marracq - Bayonne) și Voies ferrées départementales du Midi (Bayonne - La Barre - Biarritz - Saint-Jean-de-Luz).

#### Transport aerian
Biarritz este deservită de aeroportul Biarritz-Pays Basque (cod IATA: BIQ • cod OACI: LFBZ), situat parțial pe teritoriul localității, dar în mare parte pe cel al comunei Anglet.

#### Riscuri naturale
Poziționarea comunei pe fațada atlantică și natura geologiei o expun pe Biarritz unui număr de riscuri naturale, cum ar fi alunecările de teren sau inundațiile. Cu toate acestea, ordinul prefectural din 9 martie 2011 nu include comuna în niciun plan de prevenire a riscului de inundații (PPRI).
Localitatea este situată într-o zonă de seismicitate moderată, de nivel 3 pe o scară de la 1 la 5.
Falezele din Biarritz suferă o eroziune constantă de la începutul secolului al XX-lea, cu o rată de 70 cm pe an, împotriva căreia echipele municipale succesive se dovedesc neputincioase, în ciuda lucrărilor întreprinse. Eroziunea falezelor este cauzată atât de atacul frontal al valurilor, cât și de acțiunea apei pluviale care destabilizează structura terenului. Cartierul Beaurivage și Côte des Basques sunt în mod special amenințate.

## Toponimie
Numele său actual în limba bască este Biarritz, forma recomandată de Academia Limbii Basce, Euskaltzaindia, care are responsabilitatea de a defini toponimele oficiale din Țara Bascilor în această limbă. Aceasta este, de asemenea, forma cea mai răspândită, deși la nivel local se preferă forma Miarritze.
Numele său actual în limba gasconă este Biàrritz.

### Atestări vechi
Numele localității este atestat sub următoarele forme: Bearids și Bearriz (1150); Beiarridz (1165); bearriz și beariz (1170); Bearidz, Bearriz, Beariz, lo port de Beiarriz și Bearridz (respectiv 1186, secolul al XII-lea pentru următoarele două forme și 1261 pentru ultimele două grafii, cartularul din Bayonne); Beiarid (1199); bearritz (1249); beiarriz și beiarrids (1261); Bearridz și Bearrits (respectiv 1281 și 1338, registrele gascone); Bearritz (1498, capitlul din Bayonne); Sanctus Martinus de Biarriz (1689, alocații ale episcopiei Bayonne); Mearritcen (1712); Biarrits (1863, dicționarul topografic Béarn-Pays Basque) și Biarritze și Miarritze în secolul al XIX-lea.

### Etimologie
Potrivit lui Jean-Baptiste Orpustan, toponimul Biarritz ar putea proveni din rădăcina bască berarr, o alterare a cuvântului basc belharr care înseamnă „iarbă”, combinată cu sufixul locativ -itz, având sensul de „loc ierbos”. Această etimologie este preluată și de Michel Morvan, care observă că Biarritz nu era, înainte de dezvoltarea sa în secolul al XIX-lea, decât un sat situat în landă. Orpustan respinge categoric orice legătură cu termenul gascon beder sau orice alt termen roman.
Deși gascona (mai precis parlar negre) este una dintre limbile vorbite la Biarritz, ipoteza conform căreia ar fi un toponim de origine gasconă nu este, potrivit lui Orpustan, susținută de niciun argument solid. De exemplu, Jean-Raymond Larrouyet, reluând o propunere a lui Jacques Lemoine, susține că primul element din Bearriz sau Bearidz, Bear-, ar reprezenta de fapt gasconul Veder („Beder”), care înseamnă „a vedea”, termen derivat din latinescul videre, cu același sens, la fel ca Bidarray (Pyrénées-Atlantique, Vidarray în 1621), Beyrie sau Bédarrides din Vaucluse. Numeroase localități numite Beyrie și Beyries există, de altfel, în regiunile de limbă occitană.
Așa cum trobaïritz este femininul lui trobador, unii autori au imaginat că elementul -itz reprezintă aici aceeași terminație feminină. Astfel, Biarritz ar fi fost femininul lui „voyeur”: Biarritz, „voaiorea”.
Însă nici Bidarray, nici Bédarrides (Betorrida, Biturrida) nu au această etimologie. Primul provine din bascul bide „drum” și array „defileu”, iar al doilea din cuvântul galic petorritum care înseamnă „patru vaduri”. Cât despre toponimele gascone Beyrie, Beyries, acestea semnifică „sticlărie” sau „fabrică de sticlă”.
O altă ipoteză, formulată de Hector Iglesias, susține că numele Biarritz ar fi un antroponim de origine germanică devenit ulterior toponim, un fenomen frecvent întâlnit în toponimia franceză. De altfel, în Galicia, în provincia Ourense, există o parohie galiciană numită Santa-María-de-Beariz (municipalitatea Beariz), ale cărei forme vechi sunt Viarici (1034), Uiarici, Uiariz (1053) și Veariz (1220).
Numele ar proveni din antroponimul germanic atestat sub forma latinizată Viaricus, care a evoluat fonetic ulterior în Viarigo. Viarici / Uiarici reprezintă forma genitivului latin al lui Viaricus. Forma primitivă a antroponimului germanic (gotic) ar fi fost Weiha-reiks, de unde Uia-ric- sau Wia-ric-, primul element derivând probabil din termenul wig- „război, luptă” (cf. engleza veche și germana veche wīgan „a lupta”, goticul weihan „a lupta”, anglo-saxonul wiġ și wih „război, luptă”, wiga „războinic, luptător”), iar al doilea element, foarte frecvent în compozițiile gotice, fiind reiks „conducător, șef”. Acesta este bine atestat în gotică, iar forma sa a fost ulterior latinizată morfologic în -ricus > -rici > -ritsi > -riz / -ritz(e).
Există alte două parohii galiciene cu același nume: San Martín de Beariz (municipalitatea San Amaro, Ourense) și Santa Magdalena de Baariz, 1392 (municipalitatea Paradela, Lugo). Acest toponim apare, de asemenea, în provincia spaniolă León și pe teritoriul portughez: Viariz (municipalitatea Corullón, León, Spania), Viariz (municipalitatea Baião, districtul Porto, Portugalia) și Viariz (districtul Vila Real, Portugalia).
În cele din urmă, Eugène Goyheneche vede în toponimul Biarritz o revenire la formele cele mai vechi cunoscute (Bearriz în 1150 și Beiarrids în 1261, de exemplu), pe care limba franceză scrisă le-ar fi fixat, în timp ce forma bască a continuat să evolueze. El concluzionează că, la fel ca Ustar-itz, al cărui radical este un nume de persoană, Beiarritz ar indica domeniul lui Beiar.

## Istorie

### Preistorie
Prezența strămoșilor preistorici este atestată în mai multe locuri din localitate.
Văile din Chabiague au dezvăluit frecventarea sitului în Paleolitic, în perioada Musteriană, adică aproximativ între 300.000 și 30.000 de ani în urmă, și în perioada Aurignaciană (circa 39.000 - 28.000 de ani în urmă). De asemenea, pe siturile de la Mouligna și din pădurea Boulogne au fost identificate urme datând din Würmianul mediu (50.000 - 30.000 de ani în urmă) și din Neolitic (9.000 - 3.300 de ani în urmă), iar la Cap Saint-Martin, din Neoliticul avansat.
Peștera de la farul din Biarritz a fost locuită în două perioade: mai întâi în Calcolitic, apoi în Epoca Bronzului târziu.

### Antichitate
Mărturiile din epoca romană sau vasconă rămân, până în prezent, puțin documentate pentru localitatea Biarritz. Dacă Bayonne era în secolul I d.Hr. o fortăreață romană de o anumită importanță, protejată împotriva atacurilor Tarbelli, un popor aquitan sau proto-basc care ocupa acest teritoriu, informațiile despre Biarritz sunt rare. Una dintre puținele mențiuni se referă la existența unei structuri romane pe locul actualului punct de observație al oceanului numit Atalaye, pe ale cărui ruine va fi construit castelul Ferragus în timpul prezenței engleze, începând cu secolul al XII-lea.

### Evul Mediu

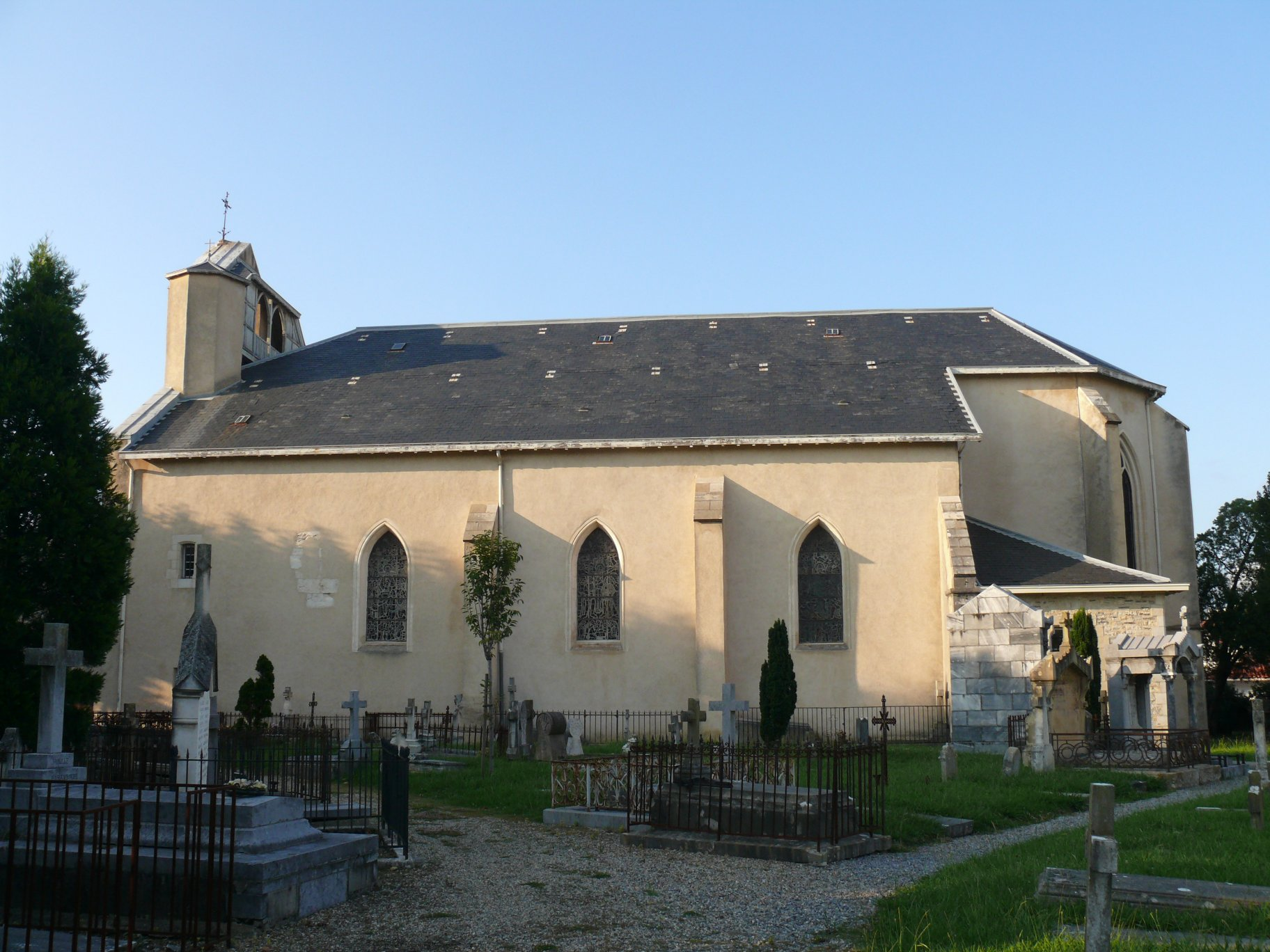
Biserica Saint-Martin, situată în centrul uneia dintre cele două parohii originare din Biarritz

În 1152, Alienor de Aquitania s-a căsătorit cu Henric Plantagenet, care va deveni suzeran al ducatului de Aquitania. Prințul Eduard, fiul cel mare al lui Henric al III-lea al Angliei, investit cu ducatul, este logodit cu Eleonora de Castilia, care îi aduce drepturile asupra Gasconiei.
Două centre sunt atestate în Evul Mediu. Pe de o parte, biserica Sfântul Martin protejează cartierele din interiorul uscatului. Pe de altă parte, castelul Belay (menționat în 1342), cunoscut și sub numele de castelul Ferragus, protejează coasta și actualul Port-Vieux, în timp ce viața religioasă și adunările comunitare au loc în capela Notre-Dame-de-Pitié (menționată în 1498), situată pe o colină ce domină Port-des-Pêcheurs. Din acestea se pot deduce două activități principale: una agricolă și cealaltă orientată spre mare.
Un document datat 26 mai 1342 atestă această activitate maritimă axată pe pescuit, autorizându-i pe locuitorii din Biarritz să „(…) livreze la Bayonne tot peștele proaspăt pe care noi și succesorii noștri, locuitorii din Biarritz, îl vom pescui în marea sărată.”. Este vorba, în special, despre vânătoarea de balene (specia Eubalaena glacialis sau balena francă din Atlanticul de Nord).
Construirea castelului fortificat Ferragus a fost decisă de englezi, pe fundațiile unei construcții romane, pe vârful promontoriului care domină marea, numit Atalaye, folosit ca punct de observație pentru balene. Acest castel avea o dublă incintă crenelată, groasă de doi metri, un pod mobil și patru turnuri. Se face referire la acest castel încă în 1603 (în scrisori patentate ale lui Henric al IV-lea). Din el a rămas un turn, numit Haille, iar din 1739 Humade, după ce ministrul Marinei a ales locul pentru a instala un far care să servească drept reper maritim. Turnul a dispărut în 1856.

### Epoca modernă

Reprezentare a pescarilor basci (blazonul orașului Biarritz)

Nu se cunoaște cu exactitate perioada în care parohia Saint-Martin, până atunci un cătun al Bayonne, a dobândit independența. Totuși, în 1621, Ludovic al XIII-lea a aprobat o modificare administrativă, care a dus la numirea primului jurat — termen care ulterior desemna primarul localității — al comunei. De asemenea, sunt cunoscute numele deputaților parohiei la adunarea din Labourd în 1517: Compainhet de Sandore și Marticot d’Etcheverry. Biarritz a făcut parte din adunarea din Labourd până la desființarea acestuia, în 1789. În anul 1568, o delegație a parohiei, compusă din opt marinari și patru agricultori, a fost aleasă pentru a-i apăra interesele. Aceste câteva elemente permit aproximarea perioadei de independență a cătunului.
Activitatea Biarritz-ului în această perioadă era predominant maritimă. Zi și noapte, un observator era postat pe promontoriul Atalaye, supraveghind orizontul în căutarea jetului caracteristic al balenei, adică suflul acesteia. De îndată ce balena era harponată de echipele de marinari aflați în bărci pentru vânătoare a balenelor ancorate în Vieux-Port, aceasta era trasă în port pentru a fi tranșată. În 1565, Ambroise Paré a fost martor al acestui spectacol. Ultima captură a unui cetaceu la Biarritz datează din 2 sau 3 martie 1686.
Dispariția acestei surse importante de venituri a dus la apariția unei noi activități. Marinarii și alte categorii de navigatori s-au îmbarcat pe nave corsare, dar și pe vase de pescuit în apele irlandeze și cele din Terra Nova (Newfoundland). În secolul al XVII-lea, se numărau zece căpitani originari din Biarritz și aproape 300 de marinari înscriși pe registrele maritime, numărul căpitanilor ajungând la aproximativ 50 în secolul următor. Astfel, biarrotul Jean Dalbarade (1743–1819) a devenit ministru al Marinei între 1793 și 1795, după ce s-a remarcat în războiul de corsari.

### Revoluția Franceză și Al Doilea Imperiu

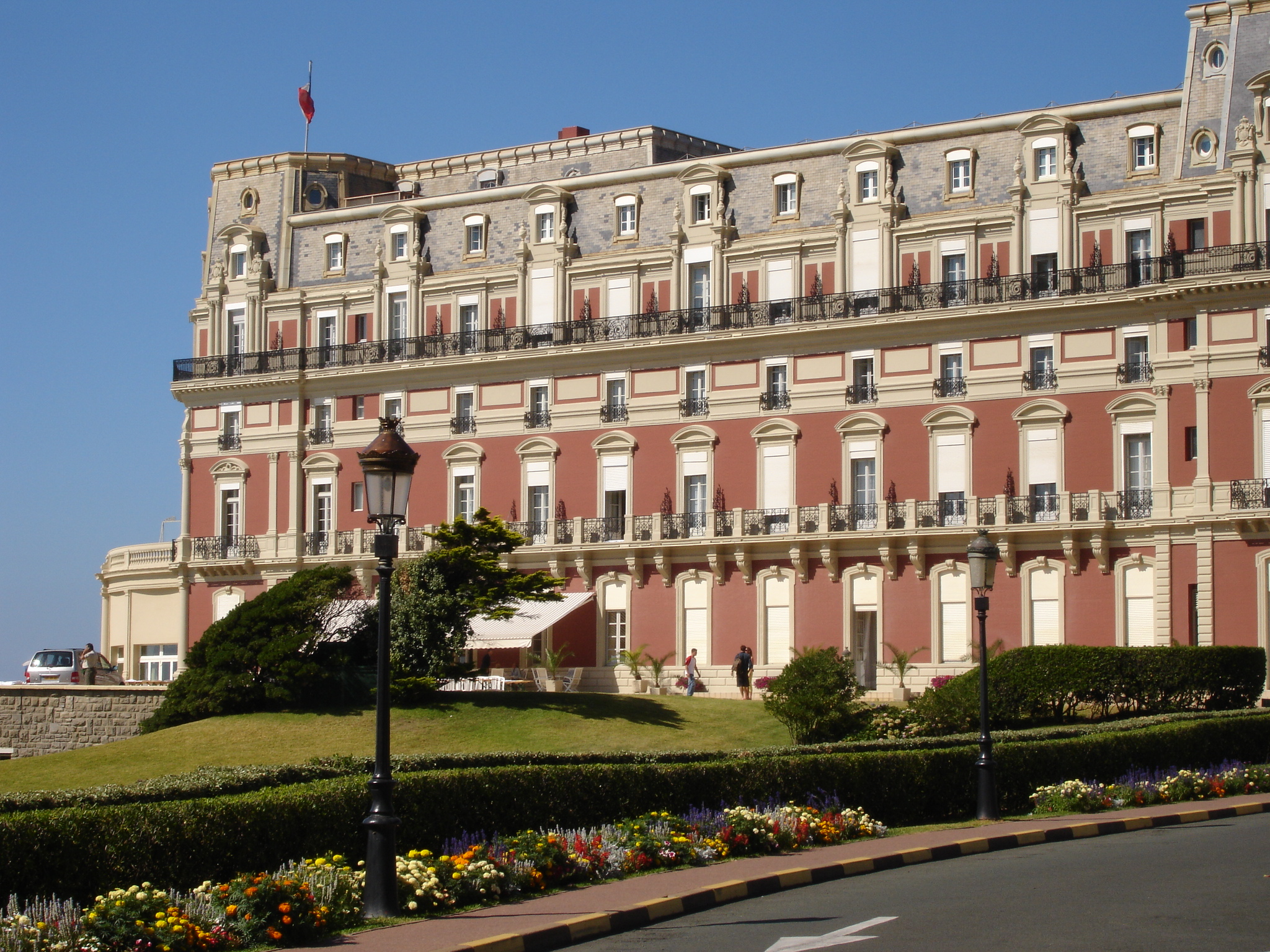
Hotelul du Palais, cunoscut anterior ca Vila Eugénie.

Încă din 1784, băile de mare din Biarritz erau la modă, iar Napoleon însuși s-a scăldat aici în 1808. Când Victor Hugo a descoperit localitatea în 1843, el menționa deja riscul ca aceasta să devină un oraș balnear:
„ … ca un cătun de pescari, plin de obiceiuri antice și naive, așezat pe malul oceanului (…) să nu devină la modă, (ca) satul cu acoperișuri roșcate și obloane verzi, așezat pe dealuri de iarbă și erică, urmându-le unduirile (…) să nu fie cuprins de pofta nesănătoasă de bani (…) punând plopi pe dealurile sale pustii, balustrade pe dunele sale, scări pe prăpăstiile sale, chioșcuri pe stâncile sale, bănci în peșterile sale (…). ”— Victor Hugo 
Împărăteasa Eugénie, care a vizitat de mai multe ori Biarritz împreună cu familia sa, l-a convins pe soțul său, Napoleon al III-lea, să facă din această localitate destinația lor de vacanță. Cuplul imperial a locuit aici în vara anului 1854. Napoleon al III-lea a decis amenajarea unui vast domeniu și i-a construit împărătesei o reședință numită Villa Eugénie. Prezența suveranilor a atras capetele încoronate din întreaga Europă, transformând satul de odinioară într-o stațiune balneară de succes, creată de împărat după modelul lui Ludovic al XIV-lea la Versailles, devenind astfel „regina plajelor și plaja regilor.”
În 1858, împăratul l-a primit aici pe episcopul de Soissons, care i-a vorbit despre Aparițiile de la Lourdes. Tot la Biarritz, Bismarck s-a întâlnit cu Napoleon al III-lea în septembrie 1865, pentru a obține sprijinul împăratului francez pentru politica prusacă.
În octombrie 1868, în timpul regatelor din Biarritz, echipajele avizoanelor cu elice ale diviziei navale a coastelor de vest ale Franței, Chamois (comandat de Jules d'Ariès, 1813-1878) și l'Argus (comandat de Henri Rieunier, 1833-1918, viitor amiral, ministru al Marinei și deputat de Rochefort), au primit la bord pe împărăteasa Eugénie și pe fiul său, prințul imperial.
Din această perioadă istorică, Biarritz a păstrat câteva clădiri reprezentative, precum Casino Bellevue, Grand Hôtel, biserica anglicană (actualul muzeu municipal) și biserica ortodoxă, legată de vizitele aristocrației ruse dinaintea revoluției ruse.

### Epoca contemporană

#### La Belle Époque

Băile saline din Biarritz, fotografie realizată de Eugène Trutat, 1893. Document păstrat la Muzeul din Toulouse.

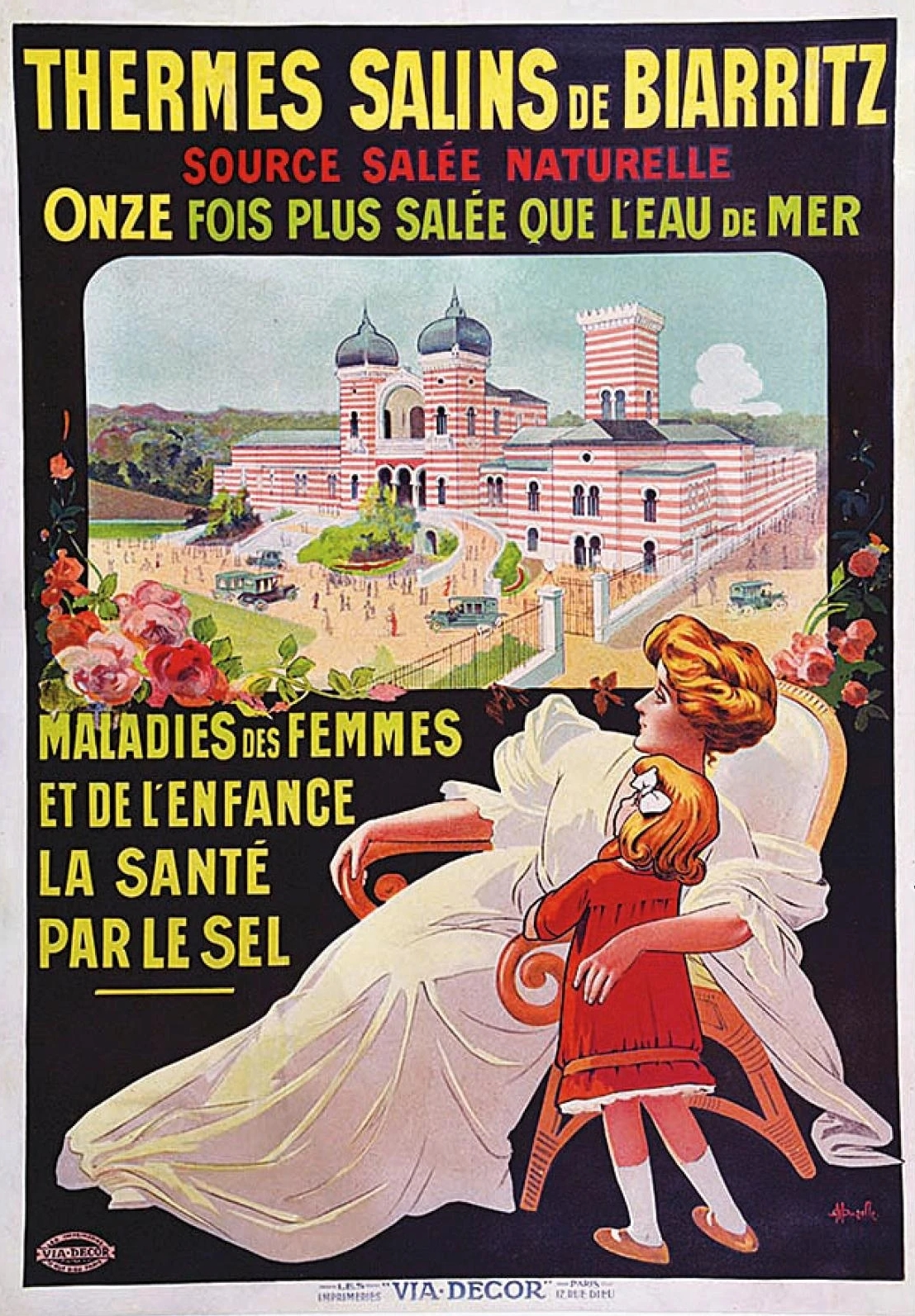
Thermes Salins de Biarritz, afiș publicitar creat de Auzolle, 1910.

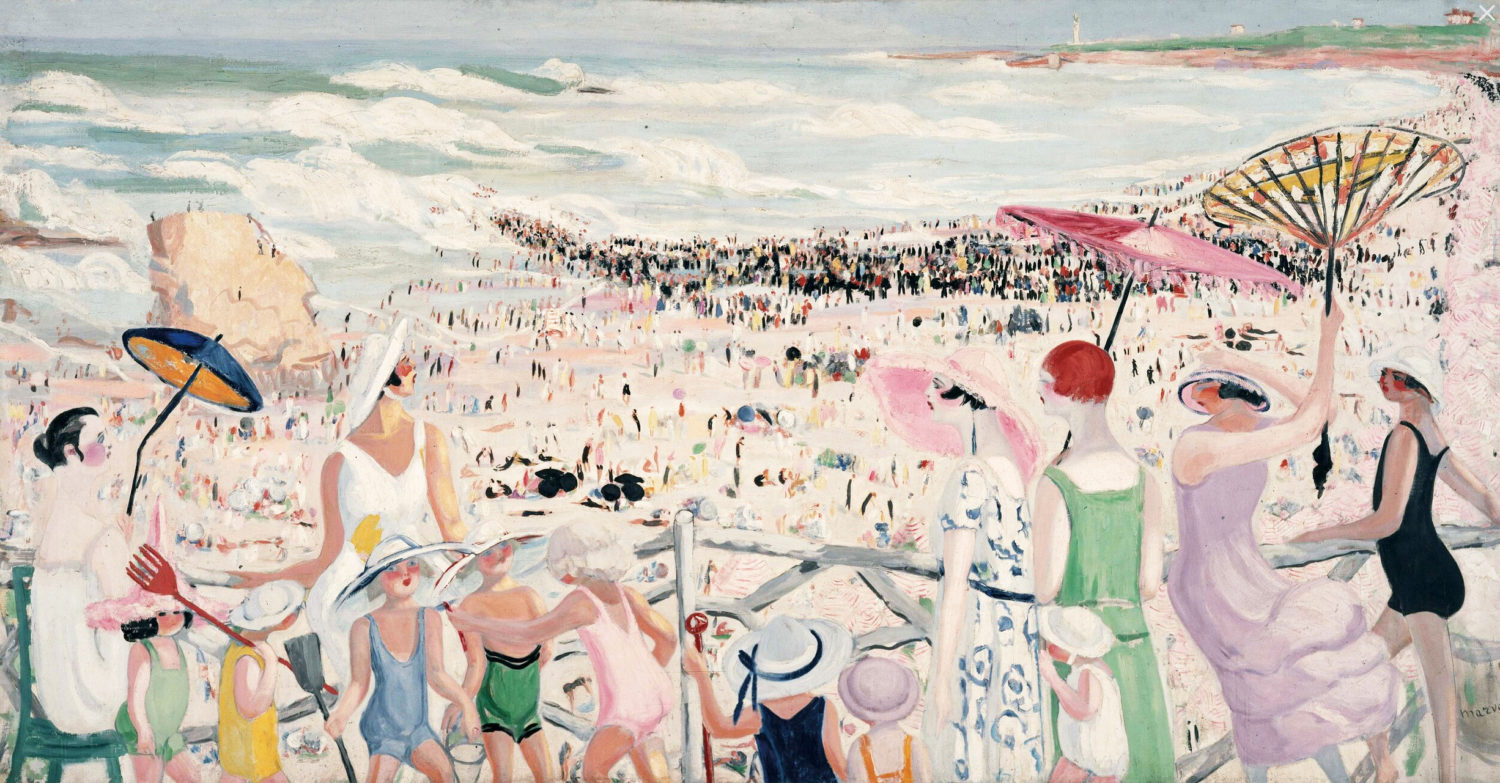
Jacqueline Marval, La Grande plage de Biarritz, ulei pe pânză, 1923, Muzeul de Arte din Nantes.

Din această perioadă (punerea pietrei de temelie în decembrie 1892 de către regina Natalia a Serbiei și inaugurarea în iunie 1893) datează thermes salins de Biarritz, realizate pe baza unui proiect al arhitectului Lagarde. Apa, cu o salinitate de peste zece ori mai mare decât cea a apei marine, era transportată din salinele din Briscous prin conducte subterane de peste douăzeci de kilometri. Aceste băi au fost închise începând din 1953 și demolate în 1968.
Creat în 1894, extins de două ori (în 1911 și 1926) și încă activ astăzi, marele magazin Biarritz Bonheur era la acea vreme un templu al luxului și modei. La începutul secolului al XX-lea, majoritatea angajaților săi vorbeau engleză. Orașul Biarritz este, de asemenea, strâns legat de istoria modei franceze, în special de casa Chanel. Coco Chanel a deschis aici, în 1915, al treilea magazin al său, situat pe avenue Édouard-VII, nr. 2.
Mai târziu, Biarritz devine locul unde a fost testată o tehnologie considerată avangardistă la acea vreme. Inginerul Paul Grasset, începând cu anul 1929, a încercat să exploateze energia valurilor, generată de mișcarea acestora. Laboratorul hidrodinamic din Biarritz a fost construit pentru acest scop, însă criza economică din 1929 a întrerupt proiectul. Experimentele au fost abandonate, iar ruinele laboratorului sunt încă vizibile astăzi la poalele farului.

#### Al Doilea Război Mondial - Ocupația germană

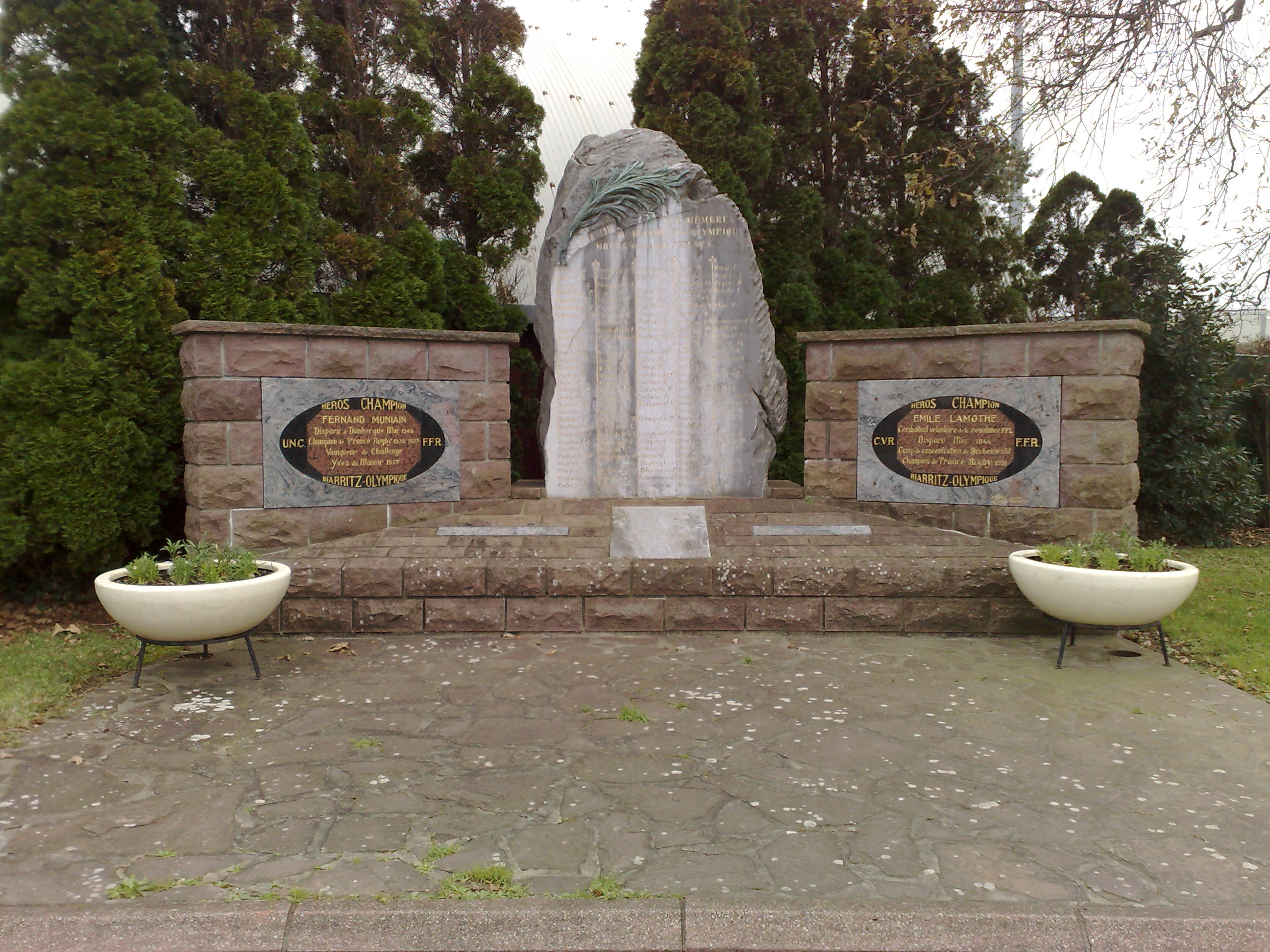
Monument în memoria jucătorilor clubului Biarritz Olympique, căzuți în timpul celui de-al Doilea Război Mondial, amplasat pe stadionul Aguiléra.

În 1940, în timpul celui de-al Doilea Război Mondial, germanii au început să sape Zidul Atlanticului în stâncile de la Biarritz. La 27 iunie 1940, trupele germane au ocupat coasta bască. Marina germană a sosit la începutul lunii iulie. La sfârșitul anului 1942, căpitanul de corvetă Ludwig, comandantul celui de-al 286-lea grup de artilerie navală, a planificat și proiectat, împreună cu Organizația Todt, instalată la hotelul Régina, postul de comandament de pe platoul Atalaye, codificat BA 39-40. El s-a instalat acolo până la momentul Eliberării.
La nord, pe avenue du Général Mac-Crosky, sub o vilă impunătoare, punctul de sprijin BA 34, săpat în stâncile de la Pointe Saint-Martin, apăra plaja Chambre d'Amour de un eventual debarcare. La sud, de-a lungul bulevardului Prince-de-Galles, poziția BA 41 își prezenta deschiderile, părțile vizibile ale unui complex defensiv săpat în stâncă.
La 27 martie 1944, orașul a fost bombardat de al doilea val de bombardiere ale aviației aliate, aflate în drum spre distrugerea aeroportului din Parme, după ce apărarea antiaeriană germană doborâse un avion în timpul primului survol. În urma atacului, 150 de civili și 300 de soldați germani și-au pierdut viața.
După eliberare, orașul a găzduit timp de câteva luni Universitatea Americană din Biarritz, inaugurată la 22 august 1945, cu scopul de a forma soldații după victoria aliaților în Europa. Conducerea acesteia a fost asigurată de generalul Mac Crosky, care și-a instalat birourile la Hôtel du Palais. Universitatea a înregistrat 10.400 de înscrieri până la închiderea sa, la 8 martie 1946.

#### Apariția surfingului
În 1956, scenaristul american Peter Viertel, aflat la Biarritz împreună cu soția sa, Deborah Kerr, pentru filmările peliculei Soarele răsare din nou, a folosit o placă de surf pe care un prieten i-o trimisese cu avionul din California. Clubul de surf din Biarritz, Waïkiki, a fost fondat pe 16 septembrie 1959 de Jo Moraïtz. Pe 24 iulie 1960 a avut loc prima competiție internațională pe Grande Plage, iar pe 11 septembrie 1960, prima ediție a campionatelor de surf ale Franței, câștigată de Joël de Rosnay.
Paralel cu antrenamentele și competițiile, doctorul Saury, medic al pompierilor din stațiune în anii 1950, a pus bazele unui lanț de salvare pentru surferi și înotători. Organizarea acestuia a servit drept model pentru viitorul serviciu SAMU, creat în 1956.

#### Summitul G7 din 2019
La Biarritz s-a desfășurat, între 24 și 26 august 2019, summitul G7 din 2019. Au participat membrii permanenți ai summitului G7 din 2018 (Canada), respectiv Statele Unite, Regatul Unit, Canada, Franța, Germania, Italia și Japonia. De asemenea, au fost reprezentate organizații precum FMI, ONU și OCDE. Rusia nu a fost prezentă, fiind exclusă din G7 în urma crizei din Crimeea din 2014, excludere devenită definitivă în 2017.

## Populația și societatea

### Date demografice
Evoluția numărului de locuitori este cunoscută prin recensămintele populației efectuate în comuna respectivă începând din 1793. Pentru comunele cu mai puțin de 10 000 de locuitori, un recensământ al întregii populații este realizat la fiecare cinci ani, populațiile legale pentru anii intermediari fiind estimate prin interpolare sau extrapolare.
În 2021, comuna avea 25764 de locuitori, înregistrând o creștere de +5,34 % față de 2015 (Pyrénées-Atlantiques: +3,43%, Franța fără Mayotte: +1,84%).
| An        | 1793 | 1821 | 1841 | 1856 | 1876 | 1886 | 1901  | 1921  | 1936  | 1962  | 1982  | 2006  | 2014  | 2021  |
| --------- | ---- | ---- | ---- | ---- | ---- | ---- | ----- | ----- | ----- | ----- | ----- | ----- | ----- | ----- |
| Populație | 929  | 1082 | 1892 | 2110 | 5507 | 8444 | 12812 | 18353 | 20691 | 25231 | 26598 | 26690 | 24713 | 25764 |

## Cultură locală și patrimoniu

### Patrimoniu lingvistic

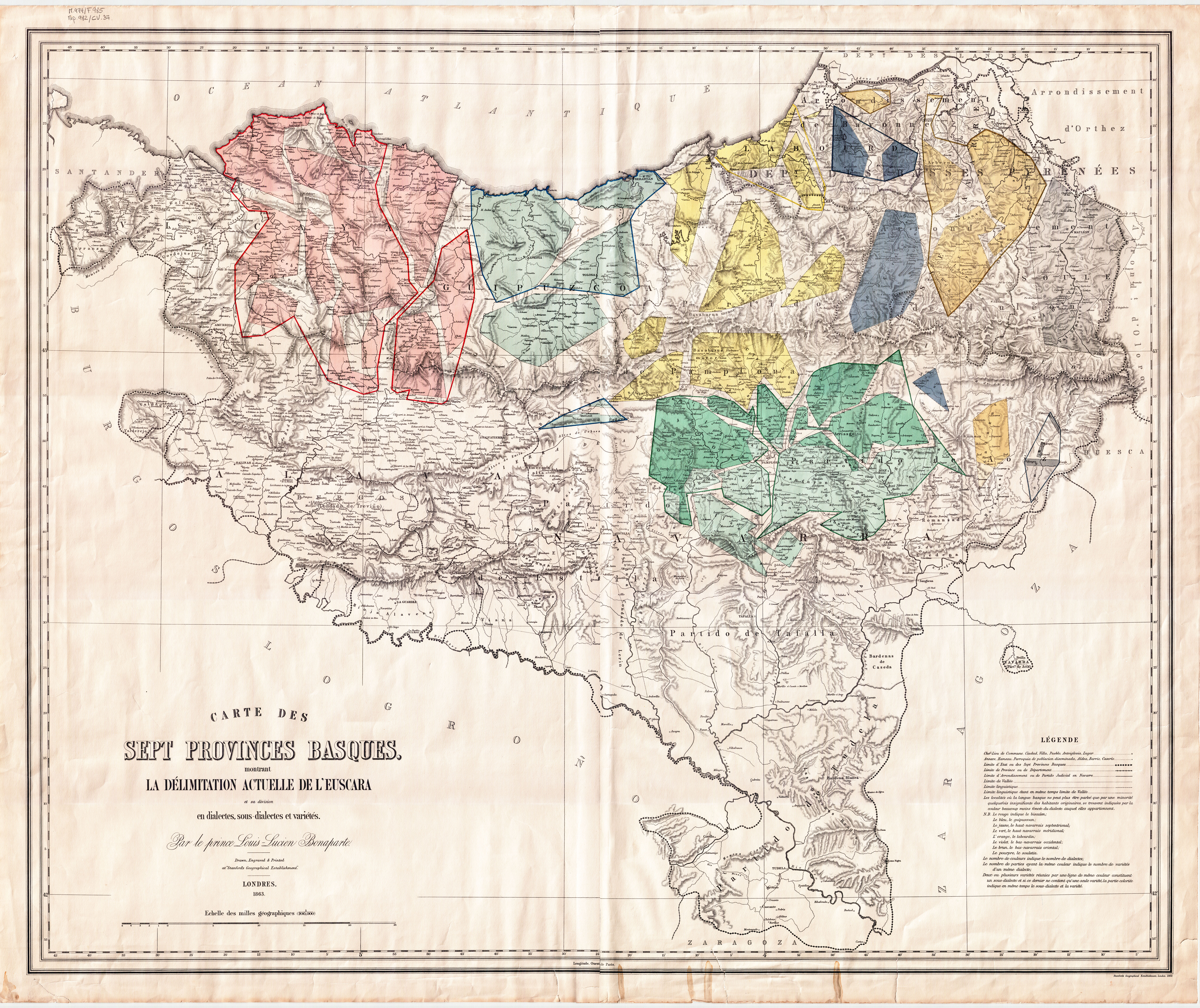
Harta celor șapte provincii basce (1), 1863.

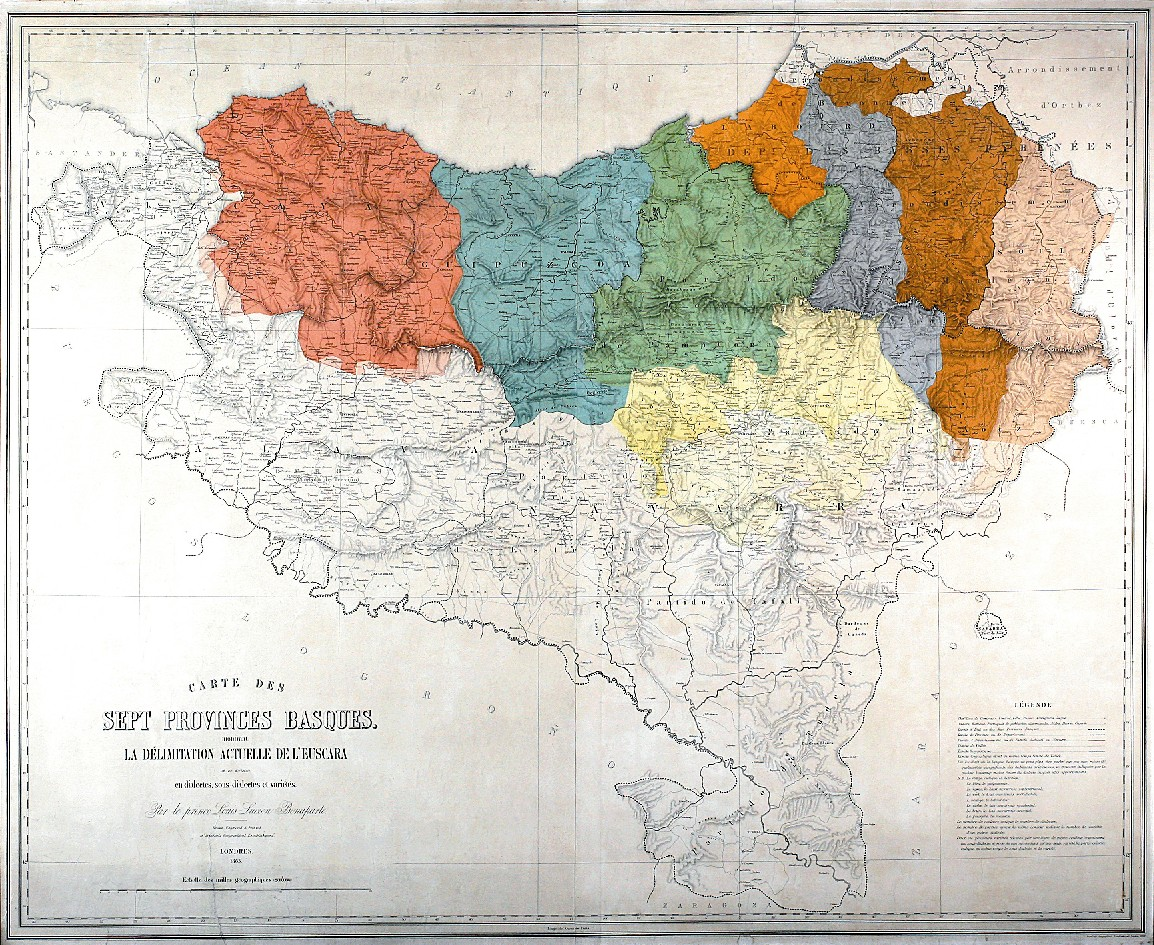
Harta celor șapte provincii basce (2), 1863.

Limba bască (sau euskara) și limba gasconă sunt limbi autohtone în Biarritz.
Cele două versiuni ale Hărții celor șapte provincii basce, realizate în 1863 de prințul Louis Lucien Bonaparte, care arată delimitarea actuală a limbii basce (euskara) în dialecte, subdialecte și varietăți, plasează Biarritz în afara zonei bascofone.
Le Recueil de linguistique et de toponymie des Pyrénées, realizat în 1887 de Julien Sacaze, oferă pentru Biarritz trei versiuni în limba gasconă, constând într-o traducere a două texte mitologice, precum și o listă a microtoponimelor din comună.
Le Recueil des idiomes de la région gasconne, realizat în 1894 de lingvistul Édouard Bourciez, menționează pentru Biarritz o versiune a parabolei fiului risipitor tradusă în limba gasconă.
Biarritz a fost unul dintre punctele de cercetare stabilite pentru elaborarea Atlasului Lingvistic al Franței, realizat în 1897 de Jules Gilliéron, lingvist specializat în dialectologie. Cercetările de teren pentru acest atlas lingvistic au fost efectuate în zonele romanice ale Franței metropolitane. Biarritz reprezintă punctul de cercetare cel mai vestic din spațiul occitan gascon.
Turiștii din perioada Belle Époque, la începutul secolului al XX-lea, au asistat la deschiderea magazinului Biarritz Bonheur în 1903, supranumit The Harrods of Biarritz. Acest mare magazin avea angajate care vorbeau engleză și rusă pentru a satisface cerințele clientelei.
Harta Țării Basce Franceze, realizată în 1943 de Maurice Haulon, evidențiază „delimitarea actuală între limba bască și dialectele romanice”, incluzând comuna Biarritz în zona gascofonă.
Biarritz a fost unul dintre punctele de cercetare stabilite pentru elaborarea Atlasului lingvistic al Gascognei, realizat în 1957 de Jean Séguy, profesor universitar și lingvist specializat în limba gasconă.
Conform lucrării Morfología del verbo auxiliar vasco (Morfologia verbului auxiliar basc), Biarritz nu se află în zona bascofonă.
Conform lui Jacques Allières, care a trasat în 1977 frontiera lingvistică a limbii basce, Biarritz se află în afara zonei bascofone: „În Franța, frontiera sa [...] se curbează la sud de Bayonne și Biarritz înainte de a ajunge la ocean”.

### Locuri și monumente
Biarritz are 10 monumente înscrise în inventarul monumentelor istorice și 1 monument înscris în inventarul general al patrimoniului cultural. De asemenea, are 3 obiecte înscrise în inventarul monumentelor istorice.

#### Patrimoniul civil
Stânca Fecioarei este unul dintre simbolurile orașului Biarritz. Din inițiativa lui Napoleon al III-lea, această stâncă a fost perforată pentru a servi drept bază pentru construirea unui port-refugiu. În 1865, o statuie a Fecioarei, achiziționată de la expoziția franco-spaniolă de la Bayonne (atelierele Ducel), a fost instalată pe stâncă. Vechea pasarelă de lemn a fost demolată în 1887 și înlocuită cu o pasarelă metalică, pe care nu se recomandă să te aventurezi în timpul furtunilor puternice.
Napoleon al III-lea a ordonat construirea Vilei Eugénie în 1854, ca dar pentru soția sa, Eugénie de Montijo. Inițial reședința de vacanță a împărătesei, vila a devenit un loc frecventat de toată aristocrația și personalitățile vremii. Vila și-a păstrat denumirea inițială până în 1893, când a fost transformată într-un palat hotelier și redenumită Hôtel du Palais. După incendiul din februarie 1903, hotelul a trebuit să fie reconstruit. Personalități precum Otto von Bismarck, Winston Churchill, Vladimir Putin, Coco Chanel sau Frank Sinatra au fost oaspeți ai acestuia. În prezent, hotelul este clasificat cu 5 stele și a obținut în mai 2011 distincția Palace.
Patiseria Miremont datează de la începutul secolului al XIX-lea. Situată în Place Clemenceau, magazinul și mobilierul său interior sunt clasate ca monumente istorice.
A fost frecventată, printre alții, de regele Alfonso al XIII-lea al Spaniei și de regina Amélie de Orléans. Maurice Rostand spunea despre ea că „la ora cinci (erau) mai puține prăjituri decât regine și mai puțini savarine decât mari duci”.
Cazinoul municipal din Biarritz este o clădire în stil Art Deco, construită în 1929 de arhitectul Alfred Laulhé. Este situat pe malul Grande Plage. A fost renovat în anii 1990 și face parte din grupul Lucien Barrière.
Farul din Biarritz, situat la Pointe Saint-Martin, a fost construit între 1830 și 1832 și este unul dintre cele mai vizibile puncte de pe mare din această parte a Golfului Biscaya. El a succedat Turnului Haille, situat la Atalaye, unde un foc a fost aprins pe 1 octombrie 1739, dar care s-a prăbușit în 1856. Ideea de a construi un far la Pointe Saint-Martin a fost confirmată de Comitetul Salvării Publice la 2 pluviôse, anul II (21 ianuarie 1794).
Farul rotativ cu eclipse a fost proiectat de Nicolas Philippe Vionnois, care a finalizat planurile în 1827. A fost construit din piatră de Bidache și Rhune și inaugurat pe 1 februarie 1834, după ce a primit omologarea prin legea din iunie 1833. A fost automatizat în 1980.
Villa Belza, opera arhitectului Alphonse Bertrand, a fost construită între 1880 și 1895 pentru Ange du Fresnay, în onoarea soției sale, Marie-Belza, născută Dubreuil. Se înalță pe stânca Cachaous. După ce a fost, în perioada anilor nebuni, un cabaret și restaurant rusesc, deschis de un cumnat al lui Igor Stravinsky și devenit pe atunci „ultimul refugiu al petrecăreților nepocăiți”, astăzi găzduiește apartamente.
Villa este orientată spre mare; turnul său pătrat este flancat de o turelă. A fost clasată în patrimoniu de către oraș în 1997.
Comuna a ridicat în 1990 o stelă dedicată evadaților din Franța, în memoria rezistenților care au părăsit Franța pentru a se alătura Armatei de Eliberare, trecând prin Spania în timpul celui de-al Doilea Război Mondial.

#### Patrimoniu religios
Construcția Capelei Imperiale a fost decisă în 1863 pentru a celebra victoriile armatei franceze în Mexic. Dorința împărătesei Eugenia, capela a fost dedicată Fecioarei de Guadalupe, patroana Mexicului. Émile Boeswillwald, discipol al lui Eugène Viollet-le-Duc, a fost însărcinat cu realizarea acesteia, urmând o inspirație romano-bizantină. Capela prezintă un plafon casetat în stil hispano-maur și conține azulejos realizate la Manufactura de Sèvres.
Biserica Saint-Martin, situată într-unul dintre cele două cele mai vechi locuri de așezare ale localității, este anterioară anului 1450, anul în care a fost reconstruită. Ulterior, a fost restaurată în stil gotic în 1541.
În perioada Vechiului Regim, reuniunile comunale, care îi adunau pe primar-abate și pe jurați, aveau loc în biserică.
Clopotnița-fațadă a bisericii era vopsită în alb în fiecare an, pentru a servi drept reper vizual pentru pescari.
Biserica este înscrisă în lista monumentelor istorice și adăpostește strane catalogate de Ministerul Culturii.
Un decret din 12 august 1894 a instituit a doua parohie din Biarritz, Sainte-Eugénie, după cea veche a Saint-Martin. O kermesă a fost organizată în septembrie 1895, în parcul Helder, pentru a strânge fondurile necesare construcției noii biserici. Prima piatră a fost pusă pe 11 septembrie 1898 de ducele de Osuna, iar construcția a fost realizată după planurile lui Ernest Lacombe.
Biserica Sainte-Eugénie, începută pe locul vechii capele Notre-Dame-de-Pitié și finalizată în 1903, are vitralii realizate de Luc-Olivier Merson. Canonicul Gaston Larre a fost primul ei paroh.

### Patrimoniu natural
Comuna dispune de 6 plaje, care sunt, de la nord la sud: plaja Miramar, Grande Plage, Port Vieux, Côte des Basques, plaja Marbella și plaja Milady.
120 de hectare de spații împădurite sunt întreținute de municipalitate, alături de două lacuri, Marion și Mouriscot, ambele protejate de Conservatorul Litoralului. Lacul Mouriscot este, de asemenea, parțial clasificat Natura 2000. Acesta găzduiește specii de păsări și numeroase specii de pești de apă dulce. Flora din jurul lacului prezintă un interes biologic ridicat datorită diversității habitatelor naturale.
Grădina publică din centrul orașului, situată în fața Gării du Midi, transformată astăzi într-un spațiu cultural, a fost creată în 1903. Parcul Mazon și grădina Lahouze sunt, de asemenea, spații verzi și pline de flori din comună.

### Personalități
- Eugénie de Montijo, născută în 1826 la Granada și decedată în 1920, a fost ultima împărăteasă a Franței, prin căsătoria sa cu Napoleon al III-lea. Ea a transformat Biarritz în reședința sa de vacanță. În 1854, Napoleon al III-lea i-a construit vila Eugénie, care este astăzi Hotel du Palais.
- Ernest Fourneau, născut în 1872 la Biarritz, unde tatăl său, maestru de hotel la Hôtel de France, urma să construiască Hôtel Victoria, și decedat în 1949 la Ascain, este fondatorul chimiei terapeutice franceze. În laboratorul său de la Institutul Pasteur au fost descoperite sulfamidele. Înainte de a intra la Școala de Farmacie din Paris, și-a efectuat stagiul de formare în farmacia lui Félix Moureu, fratele lui Charles Moureu.
- Pauline Carton, născută în 1884 la Biarritz și decedată în 1974 la Paris, a fost o actriță de teatru și cinema, precum și o cântăreață franceză.
- Jean Borotra (supranumit „Bascul zburător”), născut în 1898 la Biarritz și decedat în 1994 la Arbonne, a fost un jucător de tenis și om politic francez.
- André Navarra, născut în 1911 la Biarritz și decedat în 1988 la Siena, a fost un violoncelist și pedagog francez.
- Henri Bourtayre, născut în 1915 la Biarritz, unde și-a început cariera ca pianist în cabarete, este autorul muzicii a peste o mie de cântece pentru marile vedete ale epocii, precum André Dassary, Tino Rossi, Maurice Chevalier, Georges Guétary și Luis Mariano.
- Louison Bobet, născut în 1925 la Saint-Méen-le-Grand și decedat în 1983 la Biarritz, a fost un ciclist profesionist care a câștigat de trei ori Turul Franței, în 1953, 1954 și 1955. În anii 1970, a fondat un centru de talasoterapie la Biarritz[107].
- Léopold Eyharts, născut în 1957 la Biarritz, este un astronaut al Agenției Spațiale Europene, care a petrecut peste 68 de zile în spațiu.
- Serge Blanco, născut în 1958 la Caracas (Venezuela), este un jucător francez de rugby în XV, care a evoluat în echipa națională și la Biarritz Olympique, supranumit Pelé al rugby-ului[108], devenind ulterior un conducător sportiv național.

## Înfrățiri
- Statele Unite ale Americii – Augusta - din 1992[109]
- Portugalia – Cascais - din 1986[109][110]
- Belgia – Ixelles - din 1958[109]
- Spania – Jerez de la Frontera - din 1997[109]
- Spania – Zaragoza - din 1977[109]